# EL/W-2085
EL/W-2085 ファルコンは、エルタ・システムズが開発したフェーズドアレイレーダー。同社のEL/M-2075をもとに、ガルフストリーム G550への搭載に対応してダウンサイジングした早期警戒レーダーである。

## 来歴
EL/M-2075は、ボーイング707の機首と胴体側面に設けられた大きなフェアリングにアンテナを収容するかたちで搭載されていた。しかしこの方式では空気抵抗が大きく飛行性能の低下を招くという問題があり、エルタ社ではアンテナをロートドームに収容する構成も計画していたが、これも搭載母機はA-50やエアバスA310など比較的大型の機体が想定されていた。
中華人民共和国へのA-50Iの売却が不調に終わったのち、エルタ社では、より小型の機体を搭載母機とするよう方針転換し、ガルフストリーム G550を選択した。2003年8月、ガルフストリーム・エアロスペース社は搭載母機となるG550特別仕様機の製作を受注し、この機体は2006年5月に初飛行して、9月にエルタ社に納入され、ミッションシステムが搭載された。

## 構成
レーダーの動作周波数はLバンドとSバンドであり、最大探知距離は370 km、同時に100個の目標を探知できる。システムのダウンサイジングのため、アンテナはAESA化されている。胴体両側面および機首・テイルコーンに分散して配置され、全周を監視できるようになっている。全周監視能力という点ではロートドーム方式に劣る一方、高いビーム制御能力により、遠距離目標の捕捉・識別能力では勝っているとされる。またT字尾翼の前方には衛星通信機、後方にはESM/ELINT用アンテナが設置されており、ESM/ELINT用アンテナは機首側レーダーアンテナ上方にも設けられている。
システムには、Windowsベースで24インチのカラー表示対応ディスプレイを備えたワークステーション6基が含まれている。
ガルフストリーム・エアロスペース社では、現在はG550よりも胴体が太く長いG650を主力製品としているが、CAEW化するには空力試験を最初からやり直す必要があり、機種を変更するのは容易ではないとされる。

## 運用者
EL/W-2085はいずれもガルフストリーム G550に搭載されて、G550 CAEW（Conformal Airborne Early Warning）の形で運用されている。
 アメリカ海軍
G550 CAEWをベースとした機体がNC-37Bとして採用され、ポイントマグー海軍航空基地（ベンチュラ郡、カリフォルニア州）の試験評価飛行隊 (VX-30) によって運用されている。これは早期警戒用ではなく、太平洋ミサイル試験センター (PMTC) の試験空域に誤って航空機や船舶が侵入しないよう監視するためのもので、従来その用途に用いられていたNP-3Dの後継機として、チャレンジャー600および737 AEWを破って採用されたものであった。独自のレーダーを搭載することも検討されていたが、結局はレーダーも同機種となった。
 イスラエル航空宇宙軍
E-2Cの後継として、2008年よりG550 CAEWを2機導入し、第122飛行隊に配備して運用中。「ナフション・エイタム」の正式名称で呼ばれている。
 イタリア空軍
イスラエル空軍によるM-346練習機採用の見返りとして、G550 CAEW 2機の採用を決定した。イタリア空軍での呼称はE-550A。
 シンガポール空軍
E-2Cの後継としてG550 CAEWを4機導入。